# San Agustín (Potosí)
San Agustín ist eine Ortschaft im Departamento Potosí im Hochland des südamerikanischen Anden-Staates Bolivien.

## Lage im Nahraum
San Agustín ist Verwaltungssitz der Provinz Enrique Baldivieso und der zentrale Ort des Municipio San Agustín. Die Ortschaft liegt auf einer Höhe von 3837 m am nördlichen Rand des Stratovulkan Cerro San Agustín, der eine Höhe von 5.357 m erreicht. In nordöstlicher Richtung fließt an der Ortschaft der Río Turuncha vorbei, der zehn Kilometer unterhalb von San Agustín in die Laguna Turuncha mündet.

## Geographie
San Agustín liegt auf dem bolivianischen Altiplano zwischen den Anden-Gebirgsketten der Cordillera Occidental im Westen und der Cordillera de Lípez im Südosten.
Nennenswerter Niederschlag fällt nur in den Monaten Januar bis März (siehe Klimadiagramm Colcha „K“), die restlichen neun Monate des Jahres sind arid, der Gesamtniederschlag der Region erreicht keine 100 mm im Jahr. Die Jahresdurchschnittstemperatur liegt bei knapp 7 °C, die Monatswerte schwanken nur unwesentlich zwischen 2 °C im Juni/Juli und 9 °C von November bis März, wobei jedoch nächtliche Frostdurchgänge im ganzen Jahr möglich sind.

## Verkehr
San Agustín liegt in einer Entfernung von 380 Straßenkilometern südwestlich von Potosí, der Hauptstadt des gleichnamigen Departamentos.
Von Potosí aus führt die Nationalstraße Ruta 5 über 198 Kilometer in südwestlicher Richtung bis Uyuni, das am Salar de Uyuni gelegen ist. Südlich von Uyuni führt eine unbefestigte Landstraße weiter in südwestlicher Richtung über San Cristóbal und erreicht nach 145 Kilometern Alota. Zwei Kilometer hinter Alota zweigt eine Piste nach Norden ab, die nach 35 Kilometern San Agustín erreicht. Der Ort wird in einer siebenstündigen Fahrt einmal wöchentlich von einem Bus aus Uyuni angefahren.

## Bevölkerung
Die Einwohnerzahl der Ortschaft ist in den vergangenen beiden Jahrzehnten um etwa ein Drittel angestiegen:
| Jahr | Einwohner | Quelle       |
| ---- | --------- | ------------ |
| 1992 | 475       | Volkszählung |
| 2001 | 533       | Volkszählung |
| 2012 | 639       | Volkszählung |
| 2024 |           | Volkszählung |

Die Region weist einen hohen Anteil an Quechua-Bevölkerung auf, im Municipio San Agustín sprechen 95,5 Prozent der Bevölkerung Quechua.
Ein Teil der Frauen arbeiten als Wanderarbeiterinnen im Norden Chiles, die Bevölkerung bezieht jedoch seit einigen Jahren ein Zusatzeinkommen aus dem Sammeln von Wildkräutern im Rahmen des Entwicklungsprogramms von Global Environment Facility (GEF).